# ترابط ذكوري

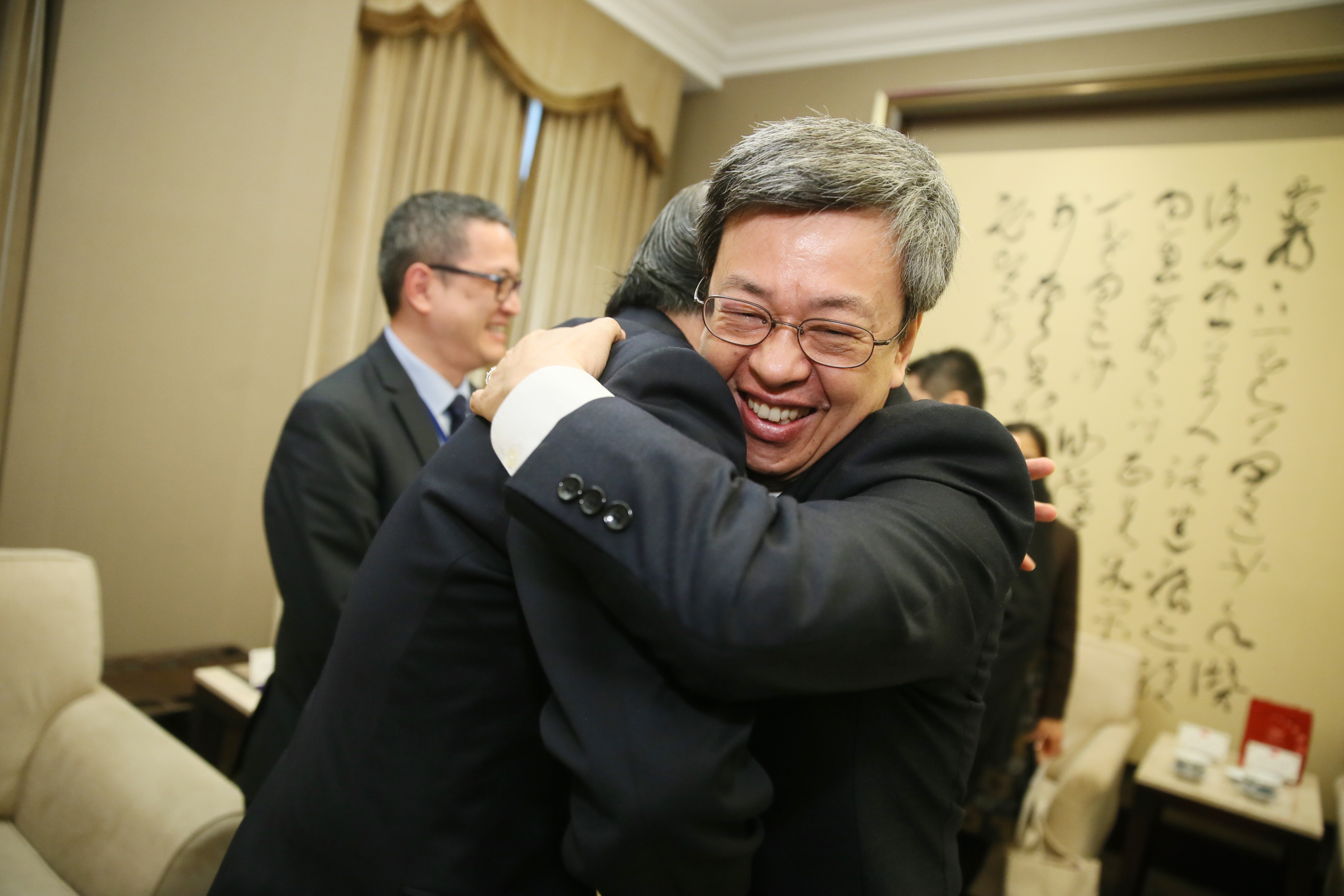
الصداقه بين الجنسيات

في علم الأخلاق والعلوم الاجتماعية، الترابط الذكوري (Bromance) هو تكوين علاقات شخصية وثيقة، وأنماط من الصداقة أو التعاون بين الذكور.
في سياق العلاقات الإنسانية،تستخدم رابطة الذكور لوصف الصداقة بين الرجال، أو الطريقة التي يصادق بها الرجال بعضهم البعض. كما يستخدم التعبير في بعض الأحيان بشكل مترادف مع كلمة رفيق. أول استخدام يلاحظ على نطاق واسع لهذا المصطلح كان في الرجال في المجموعات (1969/2004) من قبل عالم الأنثروبولوجيا ليونيل تايغر. 
يمكن أن يتم ربط الذكور في مواقع مختلفة مثل الصالات الرياضية٬ وغرف تبديل الملابس، وساحات المعارك والأخويات وفي صالات الحلاقة. كما  يمكن أن يشمل ذلك العزف على الآلات الموسيقية، والأنشطة العسكرية، وألعاب الفيديو، والمشاريع التجارية، والمساعي الإبداعية، والرحلات، والمهام، والأنشطة الرياضية، وصيد الأسماك، والصيد، والتخييم، والمقامرة، والشرب الاجتماعي، والعمل بالأدوات، أو حتى التحدث فقط. 